# 鄚公材
鄚公材（越南语：／；？—1833年），一作鄚公村，越南阮朝官員，官職為河僊鎮守。
鄚公榆是鄚子潢的庶子，祖父為鄚天賜。1780年，鄚天賜受到陷害在暹羅自殺，包括鄚子潢在內的鄚氏族人多被暹羅王鄭昭處死，其餘越南流亡者被驅逐到郊外。年幼的鄚公柄、鄚公榆、鄚公栖、鄚公材混雜於越南平民之間，因此倖免於難。1782年，拉瑪一世奪取暹羅王位後，越南流亡者獲准回到曼谷居住。此後，他曾長期居住於暹羅。
1799年，他跟隨鄚子添回到河僊。後來被阮福映授予該隊的官職。
1829年，鄚公榆因為年老而致仕，鄚公材被阮朝任命為河僊管守。1832年，阮朝廢除河僊鎮建制，改為河僊省。鄚公材因此成為最後一任河僊鎮的統治者。
1833年，黎文𠐤之亂爆發，鄚公榆、鄚公材及和他們的兒子鄚侯熺、鄚侯耀都接受了黎文𠐤任命的官職。不久，他們被阮朝逮捕，送往順化審問。鄚公榆、鄚公材不久病死於順化。